# Sexo loco
Sexo loco (título original: Sessomatto) es una película de comedia de antología italiana de 1973 dirigida por Dino Risi. Todos los episodios tienen erotismo y perversiones eróticas como tema principal.
La película obtuvo un gran éxito comercial.

## Reparto
- Giancarlo Giannini: Domenico / Cesaretto / Enrico / Lello / Giansiro / El donante / Michele Maccò / Saturnino / Doctor Bianchi.
- Laura Antonelli: Madame Juliette / Celestina / Enrico Esposa / Grazia / Tamara / La monja / Donna Mimma Maccò / Tiziana.
- Paola Borboni: Esperia.
- Alberto Lionello: Cosimo / Gilda.
- Duilio Del Prete: Vittorio.
- Carla Mancini: la criada.